# Hessenwasser
Die Hessenwasser GmbH & Co. KG ist eine Wasserbeschaffungsgesellschaft mit Sitz in Groß-Gerau. Hauptaufgabe des Unternehmens ist die Bereitstellung von Trinkwasser für die Städte Frankfurt am Main, Wiesbaden und Darmstadt und etwa 50 weitere Gemeinden und Verbände im Rhein-Main-Gebiet.

## Unternehmensbeschreibung
Die Hessenwasser entstand im Jahre 2001 durch den Zusammenschluss der Wasserversorgungssparten der drei Gründungsgesellschafter Mainova aus Frankfurt am Main, Südhessische Gas und Wasser – heute Entega – aus Darmstadt und dem Zweckverband Riedwerke Groß-Gerau. Aufgabe der Gesellschaft ist die Wasserbeschaffung für den Ballungsraum Rhein-Main. Das umfasst Gewinnung, Aufbereitung, Transport und Speicherung des Trinkwassers sowie die Qualitätsüberwachung. Zusätzlich zu den Anlagen der Wasserversorgung wurden auch die jeweils bei den Gesellschaftern vorhandenen Laboratorien in dem neuen Unternehmen zusammengeführt. Im Jahre 2004 brachte die ESWE Versorgung als vierter Gesellschafter ebenfalls die Wasserversorgungssparte und das Labor ein. Die Belieferung des Endkunden sowie die städtischen Trinkwasserverteilungsnetze blieben jeweils bei den Gesellschaftern.
Unabhängig von der privatwirtschaftlichen Organisationsform ist Hessenwasser ein Unternehmen in kommunaler Eigentümerschaft. Beteiligt sind die Stadt Frankfurt über Mainova mit 36,4 Prozent, die Stadt Darmstadt über HEAG Südhessische Energie mit 27,3 Prozent sowie die Stadt Wiesbaden über ESWE Versorgung und der Kreis Groß-Gerau mit 14 weiteren Städten und Gemeinden über den Zweckverband Riedwerke Groß-Gerau mit je 18,2 Prozent.
Im Jahr 2005 übernahm Hessenwasser die Geschäftsführung des Wasserverbands Hessisches Ried und ist seitdem auch zuständig für die Grundwasseranreicherung und die Bereitstellung von landwirtschaftlichem Beregnungswasser im Hessischen Ried.
Hessenwasser stellt das Trinkwasser für rund 2,4 Millionen Menschen im Ballungsraum Rhein-Main bereit. Die Trinkwasserabgabe lag 2019 bei rund 112 Millionen Kubikmeter. Rund 60 Prozent der Trinkwasserabgabe werden aus eigenen Anlagen gewonnen. Hessenwasser betreibt derzeit 21 Wasserwerke mit 192 Brunnen, Quellen und Stollen, verteilt in der gesamten Rhein-Main-Region. Die übrigen 40 Prozent der Trinkwasserabgabe stammen aus dem Bezug von Vorlieferanten, hauptsächlich vom Wasserbeschaffungsverband Riedgruppe Ost im südlichen Hessischen Ried und von den Oberhessischen Versorgungsbetrieben (OVAG) im Vogelsbergkreis.

## Vorgeschichte
Der Ballungsraum Rhein-Main weist vielfach eine erhebliche Diskrepanz zwischen Wasserbedarf und lokal verfügbarer Wassergewinnung aus. Traditionell oblag den örtlichen Kreis- und Stadtwerken unter anderem auch die Versorgung von Verbrauchern und Industrie mit Trinkwasser. Die Versorgung wurde und wird daher durch eine Kombination von örtlichen kommunalen Wasserwerken und einem überörtlichen verbundwirksamen Leitungssystem sichergestellt. Aus der Historie heraus hat sich das System allerdings nicht – wie vielfach bei Unternehmen der Fernwasserversorgung verbreitet – als ein homogenes unternehmerisches Gebilde entwickelt, sondern bestand aus einer Vielzahl von Einzelbetrieben, die die aufgrund der Bedarfssituation entstandenen Wasserlieferungsbeziehungen einzelvertraglich geregelt hatten.
Im Zuge der zunehmenden Aufspaltung der Kreis- und Stadtwerke in Unternehmen des öffentlichen Personennahverkehrs, der Energieversorgung, der Abfall- und Abwasserentsorgung und der Versorgung mit Trinkwasser sowie der vielfach damit einhergehenden (Teil-)Privatisierung einzelner Unternehmen drängte das Land Hessen auf eine Fusion der kommunalen Wasserversorger im Rhein-Main-Gebiet. Ein 1999 erstelltes Strukturgutachten bewertete die Bündelung von Wassergewinnung, -aufbereitung, -transport- und -Speicherung in Verbindung mit der Grundwasseranreicherung in einem Unternehmen als vorteilhaft. Dies gilt insbesondere für die zentralen Bewirtschaftungsmöglichkeiten, für die Bündelung des technischen Fachwissens sowie für die effiziente Weiterentwicklung in technischer und wirtschaftlicher Hinsicht.